# Liste der Monuments historiques in Crancey
Die Liste der Monuments historiques in Crancey führt die Monuments historiques in der französischen Gemeinde Crancey auf.

## Liste der Objekte
| Bezeichnung                      | Beschreibung                                                            | Standort                     | Kennzeichnung | Schutzstatus   | Datum | Bild |
| -------------------------------- | ----------------------------------------------------------------------- | ---------------------------- | ------------- | -------------- | ----- | ---- |
| Skulptur Heiliger Fiacrius       | Holz, farbig gefasst. 16. Jahrhundert                                   | in der Kirche St-Loup (Lage) | PM10004091    | Inscrit        | 1985  |      |
| Kommuniontisch                   | Schmiedeeisen, vergoldet, 18. Jahrhundert                               | in der Kirche St-Loup (Lage) | PM10004090    | Inscrit        | 1985  |      |
| Kanzel                           | Holz, vergoldet, um 1800                                                | in der Kirche St-Loup (Lage) | PM10003006    | Classé         | 1989  |      |
| Skulptur Erzengel Michael        | Holz, farbig gefasst, 16. Jahrhundert                                   | in der Kirche St-Loup (Lage) | PM10004089    | Inscrit        | 1985  |      |
| Skulptur Johannes Evangelist     | Teil der Kreuzigungsgruppe; Holz, farbig gefasst und vergoldet, um 1600 | in der Kirche St-Loup (Lage) | PM10004094    | Classé Inscrit | 1985  |      |
| Zwei Leuchter                    | Zinn, 17. Jahrhundert                                                   | in der Kirche St-Loup (Lage) | PM10000653    | Classé         | 1966  |      |
| Grabinschrift des Pfarrers Lorin | Kupfer, bezeichnet 1727                                                 | in der Kirche St-Loup (Lage) | PM10004088    | Inscrit        | 1992  |      |
| Skulptur Heiliger Rochus         | Holz, farbig gefasst, 17. Jahrhundert                                   | in der Kirche St-Loup (Lage) | PM10004092    | Inscrit        | 1985  |      |
| Skulptur Maria                   | Teil der Kreuzigungsgruppe; Holz, farbig gefasst und vergoldet, um 1600 | in der Kirche St-Loup (Lage) | PM10004093    | Inscrit        | 1985  |      |